# Teocalhueyacan
Teocalhueyacan fue un poblado otomí asentado en el Valle de México. Se localizaba en el actual San Andrés Atenco, tres kilómetros al poniente de Tlalnepantla de Baz en el estado de México (México).
En los tiempos en que Hernán Cortés llegó al Valle de México, Teocalhueyacan era un pueblo tributario de la Triple Alianza y por tanto, enemigo político de estos y enemigo político además de sus vecinos nahuas, (posiblemente acolhuas o tepanecas) que habitaban Calacoayan en el actual municipio de Atizapán de Zaragoza. Debido a esta peculiar situación los líderes de Teocalhueyacan ofrecieron a Cortés y a sus fatigados ejércitos refugio en su pueblo, luego de la derrota sufrida en el episodio de la Noche Triste. El encuentro entre los teocalhueyacanos y los españoles ocurrió en Totoltepec (Naucalpan). Ahí los otomies ofrecieron comida a los españoles y ahí mismo se selló el pacto que daría lugar a la Masacre de Calacoaya el 2 de julio de 1520. Luego de ello, los españoles permanecieron en los patios del teocalli de la ciudad, que debió ser del mismo porte que el de Tenayuca.
Este encuentro está narrado de esta manera en el texto de Miguel León Portilla, La Visión de los vencidos:

Allí vino a darles la bienvenida el jefe de los de Teocalhueyacan.

El señor se llamaba con nombre propio de nobleza El Otomí. Este fue a encontrarlos y allí les fue a entregar comida: tortillas blancas, gallinas, guisados y asados de gallina, huevos y algunas gallinas vivas y también algunas tunas: todo lo pusieron delante del capitán.

Les dijeron:

— Señores nuestros, os habéis fatigado, habéis pasado angustias. Que los dioses reposen. En tierra asentaos, tomad aliento.

Entonces les respondió Malintzin, les dijo:

—Señores míos, dice el capitán:

¿De dónde venís? ¿Dónde es vuestra casa?

Dijeron ellos:

—Óigalo nuestro señor: Venimos de su casa de Teocalhueyacan. Somos gente de este lugar.

Dijo Malintzin:

—Bien está. Os estamos agradecidos. Allá de donde venís mañana o pasado iremos a pernoctar.

Luego de la masacre perpetrada en Calacoayan, los ejércitos de Hernán Cortés permanecieron varios días en Teocalhueyacan y una vez recompuestos partieron rumbo a Tlaxcala y rumbo a su tercera acción militar conocida como Batalla de Otumba. 
Teocalhueyacan fue liberada como tributaria de los mexicas y es posible que hayan participado aliados en las batallas sucesivas de lado de los españoles. Del poblado original no queda nada en la actualidad y se desconoce las causas de la desaparición de su teocalli y la ubicación exacta de su emplazamiento. Sin embargo, una pista de probable destino, es el hecho de que cuando los evangelizadores franciscanos llegaron al lugar, una vez consumada la Conquista de México decidieron construir un gran convento llamado Corpus Christi que finalmente vino a ser la actual catedral de Tlanepantla. El convento fue construido en 1550 por las manos de artesanos de pueblos locales nahuas y otomies, ambos ya sometidos al poder de la corona española y forzadamente cristianizados por igual. Los otomies participaron en la construcción aportando las piedras grises, posiblemente saqueadas del propio teocalli de Teocalhueyacan. 
Actualmente se asientan en las cercanías de la zona, las construcciones del centro comercial "Manzana de Roma".